# Yeo Hyo-jin
Yeo Hyo-Jin est un footballeur sud-coréen né le 25 avril 1983 et mort le 31 juillet 2021.

## Biographie
Ce défenseur participe à la Coupe du monde des moins de 20 ans 2003 avec la Corée du sud.